# Syam Ben Youssef
Syam Ben Youssef (în araba tunisiană: صيام بن يوسف; n. 31 martie 1989, Marsilia, Franța) este un fotbalist francez și tunisian liber de contract, care joacă pe post de fundaș. Pe plan internațional, are prezențe la națională pentru Tunisia.

## Palmares
Espérance Tunis
- Liga Campionilor CAF (1): 2011; Vicecampion (1): 2010
- Championnat de Tunisie (2): 2009-2010, 2010-2011
- Cupa Președintelui Tunisiei (1): 2010-2011

Astra Giurgiu
- Cupa României (1): 2013–2014
- Liga I (vicecampion) (1): 2013–2014